# Beaufour-Druval

Beaufour-Druval este o comună în departamentul Calvados, Franța. În 1 ianuarie 2022 avea o populație de 444 de locuitori.